# میوشی، توکوشیما
میوشی در استان توکوشیما در کشور ژاپن واقع شده‌است  که دارای جمعیت ۳۲٬۳۲۹ نفر و مساحت ۷۲۱٫۴۸ کیلومتر مربع با تراکم جمعیت ۴۴٫۸  نفر در کیلومترمربع است و در تاریخ ۱ مارس ۲۰۰۶ به عنوان شهر شناخته شد.